# تروي ستون
تروي ستون (بالإنجليزية: Troy Stone)‏ هو لاعب دوري الرغبي أسترالي، ولد في 13 ديسمبر 1971 في بادينغتون ‏ في أستراليا.